# Топологическая цензура
Теорема о топологической цензуре в общей теории относительности утверждает, что в отсутствие экзотической материи нетривиальная топология пространства-времени не может быть обнаружена внешним наблюдателем, так как любые такие области коллапсируют настолько быстро, что свет не успевает их пересечь. Более точная формулировка утверждает, что в глобально гиперболическом и асимптотически плоском пространстве-времени, где выполняются световые энергетические условия, любая причинная кривая от светоподобной бесконечности прошлого до светоподобной бесконечности будущего гомотопически эквивалентна кривой с теми же конечными точками в топологически тривиальной окрестности бесконечности.